# Tefta Tashko-Koço
Tefta Tashko-Koço (Fajjúm, Egyiptom, 1910. február 11. – Tirana, 1947. december 22.) albán operaénekesnő, énekesnő.

## Életútja
Athanas Tashko (1863–1915) és Eleni Zografi gyermekeként született az egyiptomi Fajjúmban. Apja az albán nemzeti mozgalom neves alakja volt, aki a 19. század végén emigrált Egyiptomba. A szülők házasságából hat gyermek született, köztük Tefta mellett a 20. századi állampárti időszakban diplomáciai karriert befutó Koço Tashko (1899–1984). Az apa 1915-ben bekövetkezett halála után a család visszatért az anyaországba, és Korçában telepedett le, ahol Tefta megkezdte alapiskolai tanulmányait. Tizenhét éves korában, 1927-ben a montpellier-i konzervatóriumban énekesi képzésen vett részt, majd 1931 és 1933 között a Párizsi Konzervatórium tanítványa volt. Itt lépett fel először az Opéra comique színpadán. 1935-ben hazatért Albániába, ahol az ország vezető szoprán énekeseként koncerteket adott. A klasszikus zeneművek előadása mellett nagy sikert aratott az 1930-as években népszerű albán városi dalokkal és népdalokkal. Több hangfelvétel őrzi a hangját. Posztumusz az Albán Népköztársaság Népi Művésze címet ítélték neki oda.